# 羅昕
羅昕，廣東廣州府番禺县人，明朝政治人物，同进士出身。

## 生平
成化元年（1465年）乙酉科廣東鄉試舉人，二十年（1484年）甲辰科二甲進士，歷任貴州按察司佥事，弘治十三年（1500年）正月升廣西按察司副使，十四年三月考察致仕。